# Шерман (Њујорк)
Шерман (енгл. Sherman) град је у америчкој савезној држави Њујорк.

## Демографија
По попису из 2010. године број становника је 730, што је 16 (2,2%) становника више него 2000. године.
| Група             | 2000.       | 2010.       |
| Белци             | 696 (97,5%) | 709 (97,1%) |
| Афроамериканци    | 0 (0,0%)    | 1 (0,1%)    |
| Азијати           | 3 (0,4%)    | 0 (0,0%)    |
| Хиспаноамериканци | 3 (0,4%)    | 7 (1,0%)    |
| Укупно            | 714         | 730         |